# Светособирающие комплексы
Светособирающие комплексы (ССК, или антенные комплексы, иногда просто антенны) — пигмент-белковые комплексы фотосинтезирующих организмов, локализованные в фотосинтетических мембранах и выполняющие функцию первичного поглощения квантов света с последующей миграцией энергии возбуждения к реакционным центрам фотосистем. Также они обеспечивают тонкую настройку фотосинтетического аппарата и участвуют в его защите от фотоповреждений.

## Общие закономерности организации
Ключевым событием световой стадии фотосинтеза, в котором энергия излучения преобразуется в химическую энергию, является процесс разделения зарядов в реакционных центрах фотосистем. Разделение зарядов представляет собой процесс передачи электрона от возбужденного хлорофилла реакционных центров к первичному акцептору. Разделение зарядов происходит в результате возбуждения хлорофилла реакционных центров при поглощении им определённого кванта энергии. Однако непосредственное попадание фотона, несущего необходимую для возбуждения энергию, в хлорофилл реакционного центра крайне маловероятно. Поэтому эффективный фотосинтез возможен только при наличие антенн — пигмент-белковых комплексов, обеспечивающих захват фотонов разных длин волн и направляющих энергию возбуждения в реакционные центры. Известно, что абсолютное большинство молекул хлорофилла входит в состав именно антенных комплексов, а не реакционных центров. У высших растений с одним реакционным центром ассоциировано около 300 молекул хлорофилла антенны.
Для использования энергии фотонов, которые не поглощаются хлорофиллом (область «зелёного провала»), в состав антенн входят и другие пигменты. У высших растений это каротиноиды (каротины и ксантофиллы), а у ряда водорослей и некоторых фотосинтезирующих прокариот — ещё и фикобилины. Хлорофиллы и каротиноиды связываются с белками нековалентно, за счёт электростатических взаимодействий, координационных связей с магнием и гидрофобных взаимодействий. Фикобилины ковалентно присоединяются к белкам через тиоэфирные и эфирные связи.
Миграция энергии в светособирающих комплексах всегда протекает с некоторыми потерями энергии. В связи с этим максимум поглощения пигмента-донора сдвинут в более коротковолновую область (по сравнению с максимумом пигмента-акцептора). Т. е. энергия возбуждения пигмента-донора всегда выше энергии возбуждения пигмента-акцептора (часть энергии диссипирует в тепло). Так например, для высших растений типична миграция энергии в следующем направлении: каротиноиды → хлорофилл b → хлорофилл a  → хлорофилл a реакционного центра (в составе димера).
Организация ССК у разных организмов достаточно вариабельна (по сравнению с консервативным строением реакционных центров), что отражает адаптацию фототрофов к различным условиях освещения в ходе эволюции.

### Механизмы миграции энергии в ССК
Поскольку было обнаружено, что эффективная передача энергии в антеннах происходит и при крайне низких температурах (1° K = –272 °C) было сделано заключение, что передача энергии происходит без передачи электронов (электронный транспорт при таких низких температурах невозможен). Выделяют следующие механизмы миграции энергии:
1. Миграция энергии возбуждённого состояния по механизму Фёрстера осуществляется путём синглет-синглетного переноса энергии. На рисунке показана диаграмма энергетических уровней для соответствующего процесса.Механизм индуктивного резонанса (Фёрстеровский перенос энергии, или FRET от англ. Förster resonance energy transfer) был предложен в 1948 году Т. Фёрстером. Данный механизм передачи энергии не предполагает переноса электрона или излучения фотонов и последующего поглощения, т.е. является безызлучательным (несмотря на это, иногда аббревиатура FRET некорректно расшифровывается как fluorescence resonance energy transfer)[5]. Поскольку в возбужденном состоянии электрон представляет собой осциллирующий диполь, создающий переменное электрическое поле, то при выполнении условий резонанса и индукции, он может вызывать аналогичные колебания электрона в соседней молекуле. Условие резонанса заключается в равенстве энергий между основным и возбуждённым состоянием, т.е. необходимо перекрывание спектров поглощения и флуоресценции двух молекул. Также для успешной индукции необходимо близкое расположение взаимодействующих молекул (не более 10 нм). Известно, что межмолекулярное расстояние в ССК составляет от 2 до 3 нм; а существование серии различных нативных форм пигментов обеспечивает хорошее перекрывание их спектров. Всё это создает хорошие условия для передачи энергии по механизму индуктивного резонанса. Скорость передачи энергии при Фёрстеровском переносе находится диапазоне 10−9-10−12 с[6], что связано с передачей энергии последовательно от пигмента-донора к пигменту-акцептору[7].
2. Механизм миграции экситона был предложен А. Френкелем в 1931 году. Механизм миграции экситона основан также на резонансном взаимодействии молекул и не связан с переносом электрона, однако он характерен для достаточно гомогенных, упорядоченных систем, образующих зону кристаллической решетки. Под экситоном понимают квант энергии возбуждения (возбужденное состояния, при котором электрон связан с ядром). Для экситонного механизма характерно возбуждения целого комплекса определённым образом ориентированных молекул пигментов одного типа. При этом скорость миграции энергии в таком гомогенном комплексе достигает величин порядка 10−12—10−15 c[8][9].
3. Также при условии, что переходы электрона на возбуждённый уровень оптически запрещены (характерно для перехода каротиноидов S0 → S1) и не происходит образования диполя, миграция энергии возможна путём обменно-резонансного механизма Теренина-Декстера. Для  миграции энергии по механизму Теренина—Декстера необходимо крайне тесное расположение молекул (расстояние около 1 нм) и перекрывание внешних молекулярных орбиталей. При этом возможен обмен электронами, как на синглетных, так и на триплетных уровнях[10].

Данные механизмы переноса энергии принципиально отличаются от механизмов реализующихся в электрон-транспортных цепях (ЭТЦ), поскольку перенос энергии на разных участках ЭТЦ, связан с переносом электронов (электронная миграция энергии). Перенос электронов между кофакторами внутри белковых комплексов ЭТЦ осуществляется по 1) полупроводниковому или 2) резонансному (основан на эффекте туннелирования электронов через энергетический барьер) механизмам. Перенос электронов на участках с подвижными переносчиками осуществляется по диффузному механизму.

## ССК прокариот

### Пурпурные бактерии
Пурпурные бактерии имеют одну фотосистему, во многом близкую к фотосистеме II цианобактерий и высших растений. Вокруг данной фотосистемы расположены светособирающие комплексы: на периферии — LH2 и вблизи реакционного центра — LH1 . На белках комплексов располагаются молекулы бактериохлорофилла и каротиноидов. При этом для внешних комплексов LH2 характерны более коротковолновые формы пигментов (800 - 850 нм), а для внутреннего комплекса LH1 более длинноволновые (около 880 нм). Бактериохлорофилл реакционного центра (РЦ) имеет ещё более длинноволновый максимум поглощения. Подобное строение обеспечивает поглощение фотонов в LH2 и направленную миграцию через LH1 на РЦ. Для пурпурных бактерий характерны мультисубъединичные ССК с круговой организацией. В состав комплексов, как правило, входят два типа полипептидов: α- и β-субъединицы. Обе субъединицы — небольшие белки, состоящие из гидрофильных участков (цитоплазматического и периплазматического), а также трансмембранного домена. Организация белков и расположение пигментов в РЦ и ССК изучается с помощью метода рентгеновской кристаллографии .
Для Rhodobacter sphaeroides показана (с разрешением в 8 Å) димерная организация комплекса (LH1 - РЦ - PufX)2 . В состав димера входят два белка PufX, формирующих разрывы в круговых антеннах LH1, через который от РЦ выходит восстановленный убихинон. Кроме того, данный белок отвечает за димеризацию. Аналогичный димерный комплекс обнаружен с помощью электронной микроскопии в мембранах бактерии Rhodobaca bogoriensis .
У Rhodopseudomonas palustris описано строение комплекса LH1 - РЦ - белок W (с разрешением 4,8 Å) . Белок W по аналогии с PufX образует разрыв в круговой антенне LH1. Разрыв в LH1 обеспечивает доступ подвижного переносчика убихинона к РЦ.
С наибольшим разрешением (3 Å) описано строение мономерного комплекса LH1 - РЦ у термофильной бактерии Thermochromatium tepidum . В данном случае LH1 полностью окружает РЦ и не имеет разрывов; путь для транспорта убихинона обеспечивает специальный канал в антенне. Кроме того, c С-конца субъединиц LH1 имеются сайты связывания катионов кальция; предполагается, что связывание кальция увеличивает термостабильность комплекса.

### Зелёные бактерии
В хлоросомах зеленых серобактерий светособирающий комплекс располагается на цитоплазматической стороне мембраны и состоит из приблизительно 10000 молекул бактериохлорофилла (преимущественно бактериохлорофилла с), связанных с белками. Они окружены липидными мембранами и своим основанием (в основании комплексов находится бактериохлорофилл а) контактируют со встроенным в мембрану светособирающим комплексом, окружающим реакционный центр. Перенос экситонов происходит от бактериохлорофилла с, который поглощает при длине волны около 750 нм (В750) через молекулы бактериохлорофилла а, находящиеся в основании (В790), к бактериохлорофиллу а интегрированного в мембрану светопоглощающего комплекса (В804) и, наконец, к бактериохлорофиллу а реакционногоцентра (Р840).

## ССК высших растений
У высших растений выделяют внутренние (или коровые, от англ. core) и внешние светособирающие комплексы. Каждая фотосистема (I и II) имеет и внутренний, и внешний ССК, т.е. высшие растения имеют 4 типа ССК. Внешние антенны обеспечивают поглощение фотонов и миграцию энергии возбуждения к внутренним антеннам. Внутренние антенны расположены в непосредственной близости от реакционных центров, они также поглощают кванты света и обеспечивают миграцию энергии возбуждения к реакционным центрам фотосистем. В состав каждого ССК входит несколько полипептидов; на каждом белке ССК располагается строго определённое число пигментов.

### ССК фотосистемы I

#### Внешняя антенна ФС I
Внешняя антенна ФС I включает четыре полипептида Lhca1-4 (от англ. light harvesting complex), с молекулярной массой около 22 кДа. Каждый полипептид несет около 100 молекул хлорофиллов a и b, и ксантофиллы (лютеин, виолоксантин). Соотношение хлорофилл a/хлорофилл b во внешней антенне ФС I составляет около 3,5. Белки внешней антенны организованы в виде полумесяца вокруг каждой отдельной фотосистемы. При этом если ФС I формирует тримерный суперкомплекс, то полумесяцы отдельных ФС I замыкаются, полностью окружая тример. В отличие от мобильного тримера внешней антенны ССК II, внешняя антенна ССК I постоянно связана с ФС I и не способна к диффузии в мембране. Белки Lhca1-4 кодируются в ядерном геноме.
У томата белки Lhca1 и Lhca4 существуют в двух изоформах. У Резуховидки Таля, существуют два гомологичных гена, кодирующих Lhca5 и Lhca6 .
Известно, что Lhca5 обнаруживается в значительных количествах на ярком свету и может образовывать гомодимеры, которые связываются с Lhca2 и Lhca3. Есть данные, что НАДН-дегидрогеназный комплекс хлоропластов, аналогичный НАДН-дегидрогеназному комплексу митохондрий и гомологичный бактериальному комплексу I, хлоропластов образует суперкомплекс по крайней мере с двумя ФСI при помощи белков Lhca5 и Lhca6.

#### Внутренняя антенна ФС I
Внутренняя антенна ФС I локализована на двух центральных белках фотосистемы (белки A и B), вокруг реакционного центра П700 и кофакторов переноса электрона. В состав внутренней антенны входит 95 молекул хлорофилла а, 12-22 молекулы β-каротина, 5 из которых находятся в цис-конформации.Пигменты внутренней антенны располагаются в виде цилиндра, окружающего редокс-агенты электрон транспортной цепи ФС I. Белки A и B составляют ядро фотосистемы I и кодируются в пластидном геноме.

### ССК фотосистемы II

#### Внешняя антенна ФС II
Внешняя антенна ФС II состоит из мобильной антенны и минорных антенных белков. К белкам мобильной антенны относят: Lhcb1-3 (масса около 26 кДа), к минорным белкам — Lhcb4-6 (или CP29, CP26, CP23). Белки Lhcb1-3 кодируются в ядерном геноме.
Каждый из белков мобильной антенны содержит 7-8 молекул хлорофилла a, 6 молекул хлорофилла b, 2 перекрещенные молекулы лютеина, по одной молекуле неоксантина и виолоксантина (или зеаксантина). Белок Lhcb2 является основным белком тилакоидной мембраны, поэтому он достаточно хорошо изучен. Lhcb2 содержит важный остаток треонина, который может подвергаться фосфорилированию, что важно для перехода хлоропластов из состояния 1 в состояние 2. Один белок Lhcb1 и два белка Lhcb2 формируют гетеротример мобильной антенны — ССК II. Мобильный тример ССК II способен к диффузии в мембране тилакоидов и может связываться с ФС I (при участии субъединицы H), повышая тем самым приток энергии к реакционному центру ФС I и снижая нагрузку на реакционный центр ФС II.
Минорные белки Lhcb4-6 располагаются между мобильной антенной и внутренней антенной комплекса ФС II. Каждый из этих белков содержит 13-15 молекул хлорофиллов и 4-5 молекул ксантофиллов (лютеин, неоксантин, виоло- или зеаксантин). Минорные белки ФС II в силу своего расположения служат каналами для стока энергии от внешней антенны ССК II к реакционному центру ФС II. Именно в минорных белках ССК II протекает ксантофилловый (виолоксантиновый) цикл, играющий фотопротекторную роль при избыточном освещение.

#### Внутренняя антенна ФС II
В отличие от ФС I, где внутренняя антенна располагается на центральных белках несущих хлорофиллы реакционного центра и кофакторы переноса электрона, внутренняя антенна ФС II располагается на двух отдельных белках (СP43 и CP47), примыкающих к центральным белкам ФС II (D1 и D2 белки). Белок CP43 располагается вблизи D1, а CP47 около D2. CP43 несет 13 молекул хлорофилла a, CP47 — 16, кроме того они содержат 3-5 молекул β-каротина. Белки CP43 и CP47 кодируются в геноме пластид.

### Переходные состояния хлоропластов
В состоянии 1 мобильный тример ССКII ассоциирован с ФСII. При увеличении интенсивности освещения, происходит перевосстановление пула пластохинонов и цитохромов b6/f комплекса, что активирует специальную киназу, фосфорилирующую мобильный тример. В результате фосфорилирования поверхность мобильного тримера приобретает отрицательный заряд, что приводит к его диссоциации от ФСII. Фосфорилированный мобильный тример может присоединяться к ФСI. Состояние при котором мобильный тример ассоциирован с ФСI называется состояние 2. При окислении пластохинонов происходит обратная реакция дефосфорилирования мобильной антенны ферментом протеинфосфотазой, возвращение её в район спаренных мембран гран и увеличение притока энергии к ФСII, что сопровождается переключением системы из 2 в состояние 1. Показано, что ряд субъединиц ФСI (Н, O, L) являются необходимыми для присоединения мобильного комплекса ССКII и перехода в состояние 2. В результате перехода из состояния 1 в состояние 2, энергия излучения перенаправляется от ФСII к ФСI, которая более эффективно осуществляет циклический поток электронов. Переключение между состоянием 1 и 2 является важным механизмом защиты фотосинтетического аппарата от высоких интенсивностей света.

## Фикобилисомы
У некоторых цианобактерий (включая прохлорофиты), глаукоцистофитовых, криптофитовых и красных водорослей пигменты светособирающих комплексов представлены не замкнутыми в макроцикл тетрапирролами — фикобилинами. Фикобилины закрепляются на белках путём образования ковалентных связей (тиоэфирные и эфирные), при этом молекула хромофора принимает конформацию незамкнутого цикла. Пигмент-белковые комплексы гидрофильны и могут быть извлечены при экстракции горячей водой. Для гидролиза ковалентной связи между пигментом и апопротеином необходима обработка соляной кислотой при нагревании. Для фикобилипротеинов характерная интенсивная флуоресценция, однако при денатурации белка фикобилипротеины теряют эту способность.
Выделяют несколько классов фикобилинов, с различными спектральным характеристиками:
1. фикоэритрины — красный (максимум поглощения от 540 до 570 нм, отсутствуют у глаукоцистофитов);
2. фикоцианины — синий (максимум поглощения от 615 до 630 нм);
3. аллофикоцианины — сине-зелёный (максимум поглощения около 620—670 нм, отсутствуют у криптофитов).

В клетках водорослей фикобилипротеины организованы в светособирающие комплексы (фикобилисомы), которые расположены на поверхности тилокоидных мембран. Фикобилисомы могут быть полудисковидными или полусферическими. Также в состав фикобилисом входят специальные белки отвечающие за агрегацию фикобилиновых пигментов и сборку фикобилисом. Организация фикобилисом такова, что фикобилины с более коротковолновыми максимумами поглощения располагаются на периферии, а наиболее длинноволновые вблизи реакционных центров. Миграция энергии в фикобилисомах идет с диссипацией части энергии возбуждения в тепло и подчиняется общему правилу: от более коротковолновых пигментов к более длинноволновым (фикоэритрины → фикоцианины → аллофикоцианины).
У криптофтовых фикобилипротеины располагаются в люмене тилакоидов и отсутствуют стандартные фикобилисомы .
Соотношение фикобилиновых пигментов у разных видов водорослей определяется спектральным состав используемого ими света. На большие глубины водной толщи проникает в основном коротковолновый синий свет. В связи с этим у красных водорослей, обитающих как правило на больших глубинах накапливаются фикоэритрины, эффективно поглощающие высокоэнергетическое кванты. А у цианобактерий, населяющих пресные водоемы и верхние слои водной толщи океанов в основном накапливаются фикоцианины и аллофикоцианины. Кроме того у водорослей одного вида соотношение пигментов также не постоянен и модифицируется в зависимости от глубины обитания (явление хроматической адаптации).